# Nydam Mose
 Der er for få eller ingen kildehenvisninger i denne artikel, hvilket er et problem. Du kan hjælpe ved at angive troværdige kilder til de påstande, som fremføres i artiklen.

Nydam Mose på 12 hektar, der ligger ved Øster Sottrup i Sottrup Sogn på Sundeved ved Sønderborg, var oprindelig den inderste del af en vig ud til Als Sund. Mosen ligger i en tunneldal. I det meste af lavningen findes nu eng eller mose, samt en sø, Sandbjerg Mølledam, helt ude ved Als Sund. Mosen er internationalt kendt for fundet af Nydambåden den 18. august 1863.
Tre hektar af mosen samt Nydamhuset er i statens eje. Det er på statens areal de mest spændende arkæologiske udgravninger er lavet - herunder optagningen af Nydambåden. Nydam Mose blev fredet i 1992 for at sikre at de mange oldsager sikres. Nogle af moselodderne græsses med kvæg.
Nydam Mose er en offermose, som i jernalderen sandsynligvis var en hellig sø, hvor de besejrede hæres udrustning og skibe blev ofret til en guddom. Mosen har rummet og stadig indeholder mange oldsager fra de store våbenofringer i jernalderen. Der er fundet tre både, men kun Nydambåden er bevaret, mange våben og flere andre genstande.
Dannelse af ellekærtørv med stammer og stubbe afslutter søens første tilgroning omkring 6.000 f. Kr. Efter fornyet sø-dannelse omkring år 1 afsættes sø-aflejringer frem til 400 e. Kr. Herefter gror søen endnu en gang til under dannelse af sumptørv og senere ellekærtørv. Inden sø-dannelsen i jernalderen har der været skåret tørv i mosen. Våbenfundene ligger i den øvre del af sø-aflejringerne eller nederst i den overlejrende sumptørv, men enkelte spydstager er ved ofringen stukket ned i dybere lag.
Offersøen, hvor genstandene blev ofret, havde et vandspejl på ca. 4 m og en dybde på 1 – 1,5 m. Mange af genstandene blev som en symbolsk handling bevidst ødelagt ved ofringen og bærer mærker af hug, stød og stik med skarpe våben. Hesteskeletterne er groft mishandlede.
De første arkæologiske udgravninger i mosen fandt sted fra 1859 til 1863. Siden er der foretaget flere udgravninger i mosen, Nationalmuseet genoptog udgravningerne i mosen i 1989. Arkæologerne fandt store mængder af våben i form af sværd, spyd, buer, pile samt personlige ejendele såsom bæltespænder og dragtsmykker. Fundene stammer fra jernalderen fra tiden mellem 250 og 550 e. Kr. Fundene stammer fra jernalderen fra tiden mellem 250 og 550 e.Kr.

## Nydam I
I 1800-tallet fandt de lokale beboere, når de gravede tørv i Nydam mose, ofte gamle, rustne sværd, spydspidser og andre mindre genstande af jern. Børnene ville gerne lege med sværdene og den lokale smed smedede dem om til knive. Conrad Engelhardt, ansat ved Flensborgsamlingen, hørte om bøndernes fund, begyndte han fra 1859 til 1863 udgravningerne i Nydam Mose. Han fandt store mængder af våben, brugsgenstande og tre fartøjer fra den yngre jernalder. Udgravningerne blev stoppet på grund af krigsudbruddet mellem Danmark og Preussen i 1864. Det lykkedes at bevare den ene båd, Nydambåden, et velbevaret egetræsskib, bygget omkring år 320 og sænket omkring år 340. Frederik 7.
Engelhardt fandt bl.a. 106 sværd, (deraf 93 damascerede klinger med mønstre og fabriksstempler og indskrifter med latinske bogstaver. Til 1 kg færdig klinge blev der brugt ca. 25 kg rent stangstål, 552 lansespidser af jern, 36 træbuer, flere hundrede pileskafter med indridsede bomærker, pilekogre og sværdskeder af træ, 37 jernøkser, 70 skjoldbuler, våben med pynteindlæg, bæltespænder af bronze eller sølv, knogler af heste, skelettet af den nordiske hest, ridetøj af forskellig art, rembeslag af bronze og sølv, rester af jernsporer, jernbidsler, deraf 3 i munden på hestekranier, og skelettet af en ko.
Desuden fandtes hårspænder, kamme, smykker, lerkrukker, træspande, træværktøj, et stort trætrug, nogle øser til en båd og jernbladet fra en le.
I Nydam I blev fundet 34 romerske sølvmønter, prægede mellem år 67 og 217 e. Kr. Nydam-fundet stammer fra ca. 300-400 e. Kr.
Udgravningerne blev stoppet på grund af den 2. Slesvigske Krig mellem Danmark og Prøjsen.
- 1863 Frederik 7. besøgte 1863 Nydam mose, kun tre uger før kongens overraskende død den 15. november på Lyksborg Slot.
- 1864. Den 2.Slesvigske Krig medførte standsning af undersøgelserne, og en stor del af fundene blev spredt eller gik tabt, bl.a. den ene af fundets tre både (fyrrebåden). De vigtigste sager blev hemmeligt bragt til Korsør, men måtte i 1868 udleveres til Kiel sammen med fundene fra Torsbjerg Mose. En enkelt kasse med særligt velbevarede fund blev dog afsendt til København og indført i Frederik 7. privatsamling. I løbet af sommeren og efteråret 1864 blev der foretaget flere udgravninger i mosen af forskellige østrigske og preussiske officerer. Gravningerne var for det meste planløse og bragte kun ringe resultater. En del fund blev frilagt af prins Friedrich Karl af Preussen og den belgiske prins Arrenberg, der bl.a. fandt 2 fragmenter af et skibsanker af jern.[4]

- Sten ved Nydamvej
- Informationstavler ved Nydamvej
- Mosehuset
- Fundstedet 2015
- Fundstedet 2024

## Nydam II
1888 Nydam II-fundet Under tørvegravning blev der igen fundet oldsager i mosen, ca. 50 m syd for det første fundområde. Inden for en kvadratmeter fandtes godt 1 m under mosens overflade ca. 100 kostbare genstande – fortrinsvis udstyr til sværdskeder (mundblik og dupsko), som blev udsorteret af den samlede våbenmængde, før de blev nedlagt. Fundet bestod til forskel fra Nydam næsten udelukkende af udvalgte, kostbare sølvbeslag til sværdskeder og remme, forgyldt eller indlagt med niello og dekorerede med geometriske og animalske motiver i karvsnit eller indgravering. Dette fund er nedlagt sent i 300-tallet eller tidligt i 400-tallet. Ved en eftergravning foretaget af W. Splieth fra Museet i Kiel blev et område på ca. 100 m2 gennemsøgt uden resultat.

## Nydam III
1989 foretog Nationalmuseet prøvegravninger nordvest for det område, hvor man formodede, at Engelhardts bådudgravninger (Nydam I) lå. I alle felterne genfandtes det gamle fundførende lag, og blandt fundene kan nævnes et bundt pileskafter, spydstager, fragmenter af skjolde og endelig et mere end 2 m langt fragment af rælingen fra den sønderhugne egebåd.
- 1964 Under omordning af samlingen på Sorø Akademis Museum blev der fundet et 87,5 cm langt plankestykke med trænagle (klamp på rælingsbord) samt et par mindre bådstykker af egetræ fra fra Nydambåden. Fundene kom formentlig til Sorø gennem adjunkt Kiellerup, der i 1860-erne tilførte Akademiets samling adskillige genstande fra de sønderjyske mosefund.
- 1980 En undersøgelse fastslog, at der i Nydam Mose er væsentligt større uudgravede oldsagsførende områder, end man hidtil har antaget.
- 1983 blev "Selskabet for Nydamforskning" stiftet. Selskabet har gennem sit arbejde været medvirkende til, at Nationalmuseet genoptog undersøgelserne i mosen. Selskabet arbejder også for at oprette en permanent udstilling af oldsagerne i nærheden af Nydam Mose. En del af foreningens medlemmer byggede fra 2000 til 2014 i Sottrupskov en fuldskalakopi af Nydambåden. Den 27. juni 2014 var Nydam Tveir for første gang ude på Alssund. Syd for Sottrupskov er der anlagt en tilkørselsvej og parkeringsplads og en ca. 100 meter fortøjnings-og bådebro og naust til Nydam Tveir.

- 1984 Efter anmodning fra Nydamselskabet foretog Nationalmuseet udgravninger i et forstyrret og truet område tæt under mosens overflade og afdækkede en ny offerplads. Det blev gjort ca. 90 m fra Nydam I og ca. 60 m fra Nydam II. Genstandene lå i smådynger, ligesom det var tilfældet ved Nydam II-fundet (1888), og de var stukket eller lagt ned på bredden af den daværende sø. Der blev fundet koncentrationer ni adskilte steder, hver indeholdende en eller flere oldsagstyper. Spyd- og især lansespidser var almindelige, men sværd, knive og skjoldbuler indgik ligeledes i flere af smådyngerne. De fandtes sammen med rester af træskjolde, buer og pileskafter. Flere lanser og sværd stod lodret nedstukket i tørven, og formodentlig er de ofret på selve søbredden.

### Nydam IV
1990-1991 afslørede en ny udgravning én af de genstandsrigeste og samtidig en af de yngste ofringer i Nydam Mose. Det drejede sig om et særdeles kompakt trælag af skjoldbrædder, buer, pileskafter, spyd- og lansestager på kryds og tværs i feltet. Enkelte jernsager stak op gennem trælaget. Da dette var fjernet, afsløredes en indholdsrig dynge af jernsager – skjoldbuler, knive, lanse-, spyd- og pilespidser. Remspænder, sværd- og skedebeslag af bronze og kamme af ben indgik ligeledes i funddyngen. Som noget ganske særligt var der hele vejen rundt om dyngen i tørven nedstukket et hegn af henved 25 sværd. Flere af sværdene var forsynet med særligt kunstfærdige grebknapper af bronze eller sølv. Prydbeslag af bronze eller forgyldt sølv hører til de fundne skeder. Desuden fandtes bælter med store spænder, et stykke var fremstillet i forgyldt sølv og udsmykket med karvsnitmønster og dyrehoved. På flere knivskafter, pile og lanser findes bådfeltmønstre. Dyngen indeholdt også en del af krigernes personlige udstyr. Blandt de mange, fine enkeltfund kan nævnes et etui af ben eller hjortetak, indeholdende en smuk kam af samme materiale. Desuden fandtes brudstykker af romerske og nordeuropæiske sølvgenstande. Våbendyngen, de nedstukne sværd og flere af træsagerne kan dateres til ældre germansk jernalder, ca. 450-500 e. Kr. Den repræsenterer Nordens hidtil rigeste og bedst bevarede våbenoffer fra ældre germansk jernalder.
- 1991 blev der optaget to bådplanker tilhørende den sønderhuggede egebåd.[6] Andre fragmenter var kommet til syne i 1863 og 1939. Dimensionerne på disse plankestykker antyder, at dette fartøj kan være betydeligt større end antaget. Plankerne, hvoraf den største havde en længde på ca. 7,2 m, var stærkt nedbrudte og desuden ødelagt ved offerhandlingerne. De var forsynet med elegant udformede, fureornamenterede klamper. Træet, båden var bygget af, har dog været af ringe kvalitet med adskillige store knaster.

- 1992 blev Nydam Mose fredet for at sikre det store arkæologiske kildemateriale, der i form af offerfund fra Jernalderen skjuler sig i mosen. Det er endvidere formålet at sikre de naturhistoriske og landskabelige værdier, der knytter sig til mosen.

### Nydam V
Udgravningerne i 1990èrne var en ret kompliceret sag. Alt arbejde måtte udføres med håndkraft, såvel afgravning af overliggende tørvelag som fremdragelse af fund. De fremkomne trædele fra såvel båd som våben lå som et mikadospil sammenholdt og gennemboret af padderokrødder. Ved at sammenholde oldsagernes forskelligartede udseende og indbyrdes beliggenhed med moselagene kan man se at fundene stammer fra mindst fem våbenofringer.
Efter lokalisering af Engelhardts udgravningsområder blev der fra 1993-97 udgravet ca. 500 m², som omfattede en genundersøgelse af findestederne for såvel fyrre- som egetræsskibet. Arkæologerne fandt mere end 1200 oldsager, de fleste af træ. Resterne af den ødelagte sønderhuggede egebåd var spredt over et meget stort område. Indenfor bådfeltet påvistes spor af mindst fem offernedlægninger. Ældst var nedlægning af det sønderhuggede egetræskib fra ca. 250 e. Kr. efterfulgt af fyrrebåden fra omkring 300-320. Nydamskibet er formentlig nedlagt omkring 320-350, mens yngre ofringer uden bådrester stammer fra ca. 350-380 e. Kr. og fra 350-420 e. Kr. Desuden er der fund fra folkevandringstiden. Blandt fundene er båddele, der har siddet fastsurret til skroget, samt fund af løst bådtilbehør. Hertil hører 11 årer af asketræ, en tofte og fem årekejper. Et af de interessante nyfund var et fuldkomment og velbevaret sideror fremstillet af skovfyr. Det er formentlig roret fra fyrrebåden, som repræsenterer Nordeuropas ældste bevarede sideror. Midt mellem båddele og våbenudstyr fandtes desuden et udskåret mandshoved af 40 cm længde. Et hak nederst på hovedet viser, at dette stykke muligvis har tjent som stævnprydelse til en af bådene. De genstande, som er fundet nær hovedet, tyder på en datering til årtierne før 350 e. Kr. Et af økseskafterne fra yngre romersk jernalder (ca. 350 e. Kr.) var desuden forsynet med runer. Ved den fortsatte undersøgelse i 1993 fandtes bl.a. to træskrin, hvor det ene indeholdt en benkam, det andet en mængde ituklippede, drevne bronzestumper, antagelig en smeds materiale til reparationer. Smedens tilstedeværelse fremgår også af fundet af en amboltlignende jernhammer og dele til en blæsebælg. Endvidere fandtes et flot, bemalet skjold. En stor del af rælingsbordet til fyrretræsbåden blev undersøgt. Årekejperne lå stadig på række langs bordets kant, hvor der desuden sås udskårne ornamenter.
- 1995 frilagdes supplerende materiale, herunder våben, træsager og en runeindskrift på rembøjlen til en sværdskede. Særligt kan nævnes en næsten komplet officersbælte med 27 metalbeslag af bronze, sølv og guld. Træ fra et skjold, som oprindeligt har ligget i båden, er blevet dendrokronologisk dateret til 296 e. kr., hvilket antyder, at fyrretræsbåden må være anbragt nogle tiår før den store egetræsbåd, formentlig omkring 300-320. Desuden kunne findested for båden lokaliseres præcist. Bådresterne viste, at både fyrretræsskibet og Nydamskibet havde været forsynet med dæk.
- 1997 blev der foretaget afsluttende undersøgelser, som omfattede genudgravning af egeskibets fundområde og omgivelserne. Der blev gjort fund af flere enkeltdele til egeskibet, herunder to 1,4 m lange, let krummede tømmerstykker, som øverst er udsmykkede med udskårne mandshoveder. De ligner hovedet fra 1993 og bliver foreløbig tolket som fortøjningsanordninger/pullerter. Desuden fandtes en komplet ankerstok af træ samt tre sværdskeder af træ med udskåret dyreornamentik og et antal sværdperler.[12] Hertil hører en stor, trapezformet perle af jet/agat med runeinskription.

- 2009. Oldsagerne i mosen er i nutiden truet af padderokken. Disse planters rødder trænger langt ned i jorden, under grundvandsspejlet, og undervejs borer de sig igennem oldsagerne og vil med tiden ødelægge dem. Situationen er alvorlig, eftersom Nydam Mose netop er blevet udset til et af de områder, hvor man ikke længere skal udgrave, men efterlade oldsagerne til fremtidens arkæologer.

De fleste af fundene fra forrige århundrede findes i dag på arkæologisk museum på Gottorp Slot i Slesvig by samt på Nationalmuseet i København. Desuden er der genstande i Flensborg Kunstindustrimuseum, Berlin, Saint-Germain-en-Laye (Frankrig) og på Moesgård i Århus. Nydambåden er i dag opstillet på Gottorp Slot.
Der er en parkeringsplads og et info-hus ved Nydamvej. Herfra er der ca. 10 minutters gang ud ad Nydamstien ind til Nydamselskabets lille hvide hus, Nydamhuset, som ligger ud for fundområdet for oldsagerne. Nydamstien går videre fra mosehuset til Sottrupskov og Sandbjerg.

## En mulig båd?
H.P. Hanssen mødte ofte som dreng i 1870erne Povl Adam som boede i mosehuset. Povl Adam håbede, at danskerne engang i fremtiden skulle komme tilbage og genoptage udgravningerne. Han sad inde med megen viden om mosen, men professor Engelhardt havde indskærpet ham tavshed.
H.P. Hanssen citat: "En Dag, da jeg atter gik i mosen og snørede gedder, kom Povl Adam ud til mig, og han var da mere meddelsom, end han plejede. Det varede ham for længe, inden danskerne kom. Han var nu gammel, og han var bange for, at han ville gå bort, inden danskerne kunne foretage nye udgravninger. Han forsikrede mig da, som så ofte før, at der endnu lå mange oldsager i mosen, og tilføjede, at han en gang var stødt på en tredje båd og havde haft stævnen af den afdækket. Men han havde straks dækket den til igen, for at tyskerne ikke skulde opdage den. Han viste mig stedet, hvor den lå. Vi stødte min fiskestand ned gennem det bløde tørv, og jeg stødte på træ i en ret stor Omkreds. Men jeg kunde selvfølgelig ikke afgøre, om det, som Povl påstod, var en båd eller kun træstammer. Jeg afmærkede stedet. Men da jeg en del år senere søgte efter mærkerne, var de forsvundet, og jeg kan nu ikke mere påvise stedet".
- Tegning af Nydambåden
- Del af tegning
- Nydambåden
- Øsekar af træ fra fyrretræsbåden
- Sværd som Engelhardt fandt 1862 i mosen
- Kam med gudssymbol (Odinstegnet)
- Åretolle fra Nydambåden, Gottorp Slot
- Ridetøj og sager til huslig brug
- Pilespidser, Gottorp Slot
- Rekonstruktion af kriger med udstyr fra fund